# Molly (hund)
Molly är en blandhund mellan malteser och bichon havanais som ägs av Emma Thorsell. Molly har tävlat i agility, freestyle och rallylydnad. Molly har också skådespelat i reklam, filmer och TV-serier och uppmärksammades för sin insats som hunden Lady i SVT:s julkalender Mirakel från 2020.
Molly tränas av Sofia Angleby.

## Biografi
Molly föddes 5 december 2015 och adopterades senare av Emma Thorsell och hennes sambo. Molly har medverkat i reklamfilmer för bland annat Ikea och i TV, däribland SVT:s julkalender Mirakel från 2020.
2021 tävlade Molly i laget PyttEliten i freestyle klass 3 som kvalade in till lag-SM i agility där hon tog brons.

## Filmografi
- 2020 – Mirakel (TV-serie)
- 2021 – Berts dagbok
- 2021 – Snälla kriminella
- 2021 – Talang (TV-serie)
- 2022–2025 – Mini-Agenterna (TV-serie)
- 2022 – Lill-Zlatan och morbror raring
- 2023 – Svenska nyheter (TV-serie)
- 2023 – Underdogs (TV-serie)
- 2023 – På riktigt?! (TV-serie)[7]